# آلة نقلية
الآلة النقلية (بالإنجليزية: Transposing instrument)‏ هي آلة موسيقية تقرأ فيها النوطة المكتوبة بشكل مغاير للآلات التي تعزف باستخدام النوتة الحقيقية مثل البيانو، حيث يطلق اسم النوتة النقلية على النوتة التي تعزف على الآلات النقلية. مثلا إن عزف «دو» على آلة نقلية سينتج صوت مخالف عند عزف «دو» على آلة غير نقلية. من أشهر الآلات النقلية هي آلات الساكسفون، والكلارينيت.

## أسباب
على الرغم من أن كتابة النوتة للآلات النقلية يشكل عبئا على المؤلف الموسيقي إلا أنه هناك عدة أسباب لوجود الآلات النقلية منها:
- أوكتاف الآلة الموسيقية عالي جدا أو منخفض جدا، لذلك يضطر لكتابة النوتة على أسطر مختلفة لتقليل عدد أسطر النوتة.
- أسباب تاريخية تعود لقبول بعض الآلات على أنها تستخدم نوتة مخالفة للنوتة الجقيقية.
- تعزف بعض الآلات على نوتات تستخدم بشكل شائع في العائلات التي تنتمي إليها مثل آلات النفخ الخشبية.